# Mannophryne oblitterata
Mannophryne oblitterata är en groddjursart som först beskrevs av Juan A. Rivero 1984.  Mannophryne oblitterata ingår i släktet Mannophryne och familjen Aromobatidae. IUCN kategoriserar arten globalt som otillräckligt studerad. Inga underarter finns listade i Catalogue of Life.